# Авиационные происшествия 2002 года
В данном списке перечислены происшествия в гражданской и военной авиации, произошедшие в 2002 году и повлёкшие за собой потерю летательного аппарата и/или человеческие жертвы. В список не входят потери, произошедшие в зонах активных военных конфликтов.
В графе «Жертвы» через косую черту указаны число погибших/число выживших (например, 5/1 — 5 погибших, 1 выживший). Все происшествия представлены в хронологическом порядке, могут быть отсортированы по типу летательного аппарата и по эксплуатанту.
Список составлен на основе открытых источников, является неполным и может содержать неточности.

## Гражданская авиация

### Самолёты
| Дата       | Тип ЛА                     | Эксплуатант                 | Номер    | Место                  | Жертвы  | Примечания                                                |
| ---------- | -------------------------- | --------------------------- | -------- | ---------------------- | ------- | --------------------------------------------------------- |
| 16 января  | Boeing 737-3Q8             | Garuda Indonesia            | PK-GWA   | река Бенгаван Соло     | 1/59    | См. статью.                                               |
| 28 января  | Боинг 727-134              | TAME Ecuador                | HC-BLF   | Эквадор                | 94/0    | См. статью.                                               |
| 12 февраля | Ту-154М                    | Iran Air Tours              | EP-MBS   | гора Кухэ-Сефид (Иран) | 119/0   | См. статью.                                               |
| 14 марта   | Ан-2                       | Aerotaxi                    | CU-T1020 | Пласетас               | 16/0    | Разрушение крыла в воздухе.                               |
| 15 апреля  | Боинг 767-2J6ER            | Air China                   | B-2552   | Южная Корея            | 129/37  | См. статью.                                               |
| 4 мая      | BAC 1-11-525FT             | EAS Airlines                | 5N-ESF   | Кано                   | 78+71/6 | См. статью.                                               |
| 7 мая      | McDonnell Douglas MD-82    | China Northern Airlines     | B-2138   | Жёлтое море            | 112/0   | См. статью.                                               |
| 7 мая      | Boeing 737-566             | EgyptAir                    | SU-GBI   | Тунис                  | 14/48   | См. статью                                                |
| 25 мая     | Boeing 747-209B            | Air China                   | 611      | Тайваньский пролив     | 225/0   | См. статью.                                               |
| 1 июля     | Ту-154М                    | Башкирские авиалинии        | RA-85816 | Боденское озеро        | 71/0    | См. статью.                                               |
| 1 июля     | Boeing 757-200PF           | DHL                         | A9C-DHL  | Боденское озеро        | 71/0    | См. статью.                                               |
| 4 июля     | Boeing 707-123B            | New Gomair                  | 9XR-IS   | Банги                  | 28/2    | Разбился из-за технической неисправности.                 |
| 28 июля    | Ил-86                      | Пулковские авиалинии        | RA-86060 | аэропорт Шереметьево   | 14/2    | См. статью.                                               |
| 22 августа | DHC-6 «Твин Оттер» 300     | Shangri-La Air              | 9N-AFR   | Непал                  | 18/0    | Столкновение с горой.                                     |
| 29 августа | Ан-28                      | Восток                      | RA-28932 | у Аяна                 | 16/0    | Заходил на посадку, несмотря на критические метеоусловия. |
| 30 августа | Embraer EMB-120ER Brasilia | Rico Linhas Aéreas          | PT-WRQ   | Риу-Бранку             | 23/8    | Столкновение с горой.                                     |
| 5 ноября   | Fokker 50                  | Luxair                      | LX-LGB   | близ Нидеранвена       | 20/2    | Разбился при заходе на посадку из-за ошибок экипажа.      |
| 11 ноября  | Fokker F-27 Friendship 600 | Laoag International Airline | RP-C6888 | Манила                 | 19/15   | Упал в воду из-за отказа двигателя.                       |
| 23 декабря | Ан-140                     | Аэромост Харьков            | UR-14003 | Баграбад (Иран)        | 44/0    | Столкновение с горой. См. статью.                         |

### Вертолёты
| Дата      | Тип ЛА | Эксплуатант         | Номер    | Место                     | Жертвы | Примечания   |
| --------- | ------ | ------------------- | -------- | ------------------------- | ------ | ------------ |
| 28 апреля | Ми-8   | Енисейский меридиан | RA-22158 | Россия, Красноярский край | 8/13   | Зацепил ЛЭП. |

## Государственная авиация

### Самолёты
| Дата       | Тип ЛА                           | Эксплуатант | Номер   | Место                | Жертвы | Примечания   |
| ---------- | -------------------------------- | ----------- | ------- | -------------------- | ------ | ------------ |
| 7 марта    | AV-8B «Харриер» II               | КМП США     | 163855  | р-н Сан-Диего, США   | 0/1    | Упал в море. |
| 27 июля    | Су-27УБ                          | ВС Украины  | 42 UA   | аэродром Львов       | 77+0/2 | См. статью   |
| 9 сентября | F-16C Block 30J «Файтинг Фалкон» | ВВС США     | 87-0316 | шт. Нью-Мексико, США | 1/0    | [ 14 ]       |

### Вертолёты
| Дата       | Тип ЛА | Эксплуатант | Номер | Место         | Жертвы | Примечания           |
| ---------- | ------ | ----------- | ----- | ------------- | ------ | -------------------- |
| 19 августа | Ми-26  | ВС РФ       | ?     | Россия, Чечня | 127/20 | Сбит ракетой из ПЗРК |